# Биси Сен Лифар
Биси Сен Лифар (фр. Bucy-Saint-Liphard) насеље је и општина у централној Француској у региону Центар (регион), у департману Лоаре која припада префектури Орлеан.
По подацима из 2011. године у општини је живело 203 становника, а густина насељености је износила 11,38 становника/km². Општина се простире на површини од 17,84 km². Налази се на средњој надморској висини од 123 метара (максималној 131 m, а минималној 105 m).

## Демографија
| 1962. | 1968. | 1975. | 1982. | 1990. | 1999. | 2011. |
| ----- | ----- | ----- | ----- | ----- | ----- | ----- |
| 140   | 170   | 245   | 231   | 227   | 217   | 203   |

График промене броја становника у току последњих година